# Arely Westley
Arely Westley (* vor 2000) ist eine honduranische Aktivistin für Migranten- und LGBT-Rechte in den USA. 2024 wurde sie mit dem Robert F. Kennedy Human Rights Award ausgezeichnet.

## Biographie
Arely Westley stammt aus Honduras, zog aber in jungen Jahren nach Louisiana. Sie identifiziert sich als lateinamerikanische Transfrau. In ihrer Jugend wurde sie wegen geringfügiger Drogendelikte und illegaler Wiedereinreise angeklagt. Als Erwachsene engagierte sie sich für die Rechte von Immigranten, „Latinx“ und LGBTQ+-Angehörigen. Dabei arbeitet sie mit zahlreichen Organisationen in New Orleans zusammen.
Ein Schwerpunkt ihrer Arbeit ist die Unterstützung von Schwarzen und lateinamerikanischen Transgender- und geschlechtsnonkonforme Jugendlichen. Um LGBTQ+-Jugendliche zu unterstützen, sie ist Kampagnenleiterin bei BreakOUT!, einer Organisation, die sozialpädagogische Programme für diese Gruppe von Jugendlichen entwickelt und den Zugang zu Unterstützungsdiensten für Immigranten verbessern möchte.
Ein weiterer Arbeitsbereich ist der Kampf um die Verbesserung der Zustände in den vom United States Immigration and Customs Enforcement (ICE) unter US-Präsident Donald Trump 2017 initiierten privatwirtschaftlich betriebenen Haftanstalten für sogenannte illegale Immigranten, aus denen immer wieder über problematische Haftbedingungen und Gewalt, oft auch sexualisierter Gewalt berichtet wird. Die American Civil Liberties Union berichtete, dass 2023 in den gesamten USA mehr als 550 Anti-LGBTQ+-Gesetze eingebracht und 80 in Kraft gesetzt wurden. In den ersten vier Monaten des Jahres 2024 sein 479 Anti-LGBTQ+-Gesetze eingebracht worden, von denen viele die Gesundheitsversorgung von erwachsenen Transgender-Personen einschränken und sie für Minderjährige vollständig verbieten. Westley selbst wurde 2022 im Central Louisiana ICE Processing Center (früher bekannt als LaSalle Immigration Detention Facility) in Jena (Louisiana), festgehalten. Sie habe zahlreiche Menschenrechtsverletzungen erlebt, darunter Einzelhaft, nur weil sie eine Transgender-Frau sei. Westley berichtete, dass sie in Einzelhaft völlig isoliert worden sei. Es habe wenig Kontakt und wenig Zugang zu ärztlicher Behandlung oder Medikamenten, auf die sie angewiesen sei, gegeben. Die Abschaffung dieser Einrichtungen sei deshalb von zentraler Bedeutung, da auch erfolgte Reformen nicht die notwendigen Veränderungen gebracht hätten, um Menschenrechtsverletzungen zu verhindern.
Westley ist Mitglied der Southeast Dignity Not Detention Coalition (SDND), einer Gruppe von gemeinnützigen und Basisorganisationen, die sich für die Rechte von Einwanderern durch rechtliche und gemeinschaftliche Unterstützungsdienste einsetzen. Sie ist Vorstandsmitglied des Southeast Immigrant Rights Network und arbeitet mit Organisationen wie Asheboro Latinxs Services und Home is Here NOLA zusammen, die neu angekommenen Einwanderern Wohnraum, Rechtsbeistand und Unterstützung durch die Gemeinschaft bietet.

## Auszeichnungen
- 2024 Robert F. Kennedy Human Rights Award[2]